# Moulin Bézard
Le moulin Bézard est un moulin à vent agricole situé à Capesterre-de-Marie-Galante sur l'île de Marie-Galante dans le département de la Guadeloupe, en France. Le moulin est inscrit aux monuments historiques depuis 1979.

## Historique
Le moulin à vent aurait été construit vers 1840 — mais possiblement entre 1800 et 1820 — pour l'exploitation mécanique du broyage de la canne à sucre d'une habitation-sucrière, avec une mécanique fondue à l'usine Nillus du Havre. C'est le premier moulin de Marie-Galante à posséder un mécanisme extérieur, à trois rolles horizontaux protégés par un auvent, sur le mode des moulins de la Caraïbe britannique,.

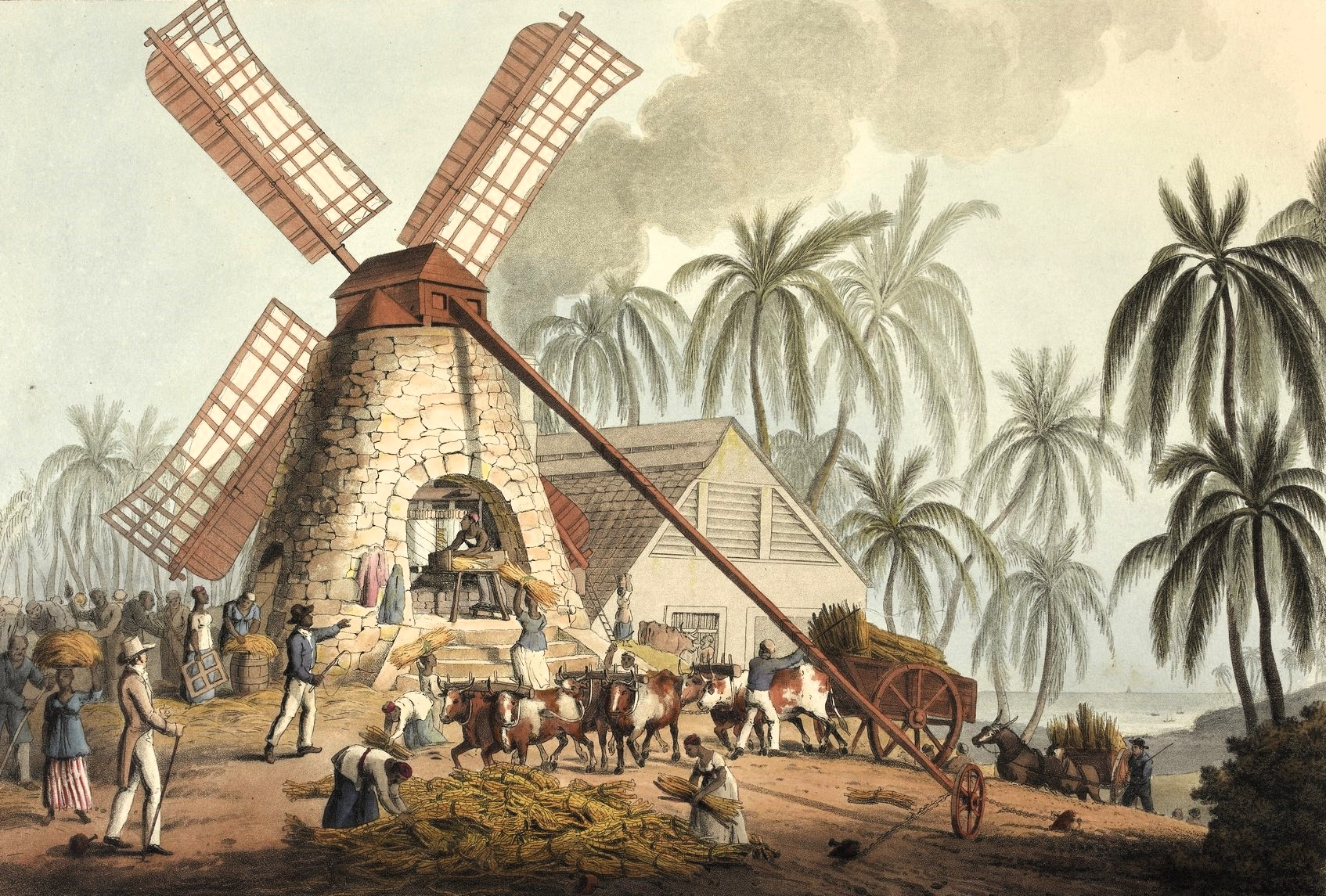
Esclaves faisant broyer la canne à sucre dans un moulin à vent d'Antigua, colonie britannique, en 1823.

Il n'est plus utilisé à partir de 1920 et est fortement endommagé par l'ouragan Betsy en 1956. Restauré en 1995 lors d'un chantier-école de dix-huit mois, soutenu par l'État et la région, employant 52 stagiaires de six corps de métier différents encadrés par des compagnons du Tour de France qui ont utilisé de pierres extraites de la carrière des Balisiers à Capesterre-de-Marie-Galante et refait intégralement l'ensemble de la charpente en bois, les quatre ailes et la machinerie extérieure pour le broyage de la canne, le moulin Bézard est inscrit aux monuments historiques depuis le 25 juillet 1979 comme l'un des derniers et des plus originaux exemples de la centaine de moulins historiquement présents sur l'île de Marie-Galante.

## Galerie

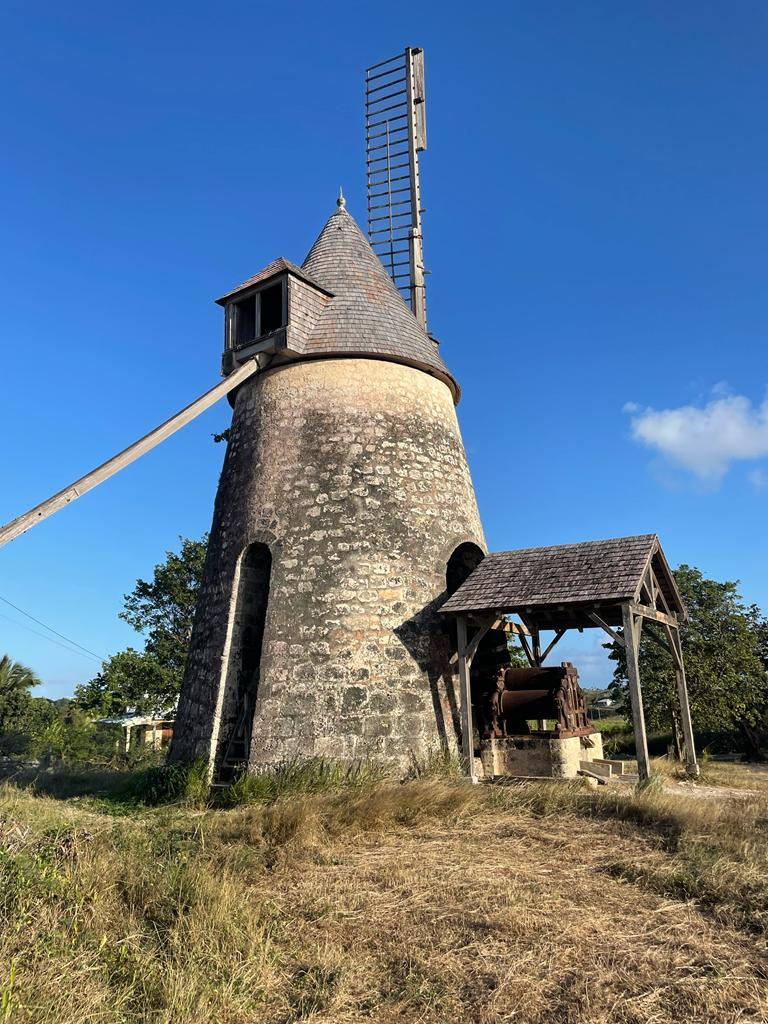
Moulin de Bézard à Marie-Galante.
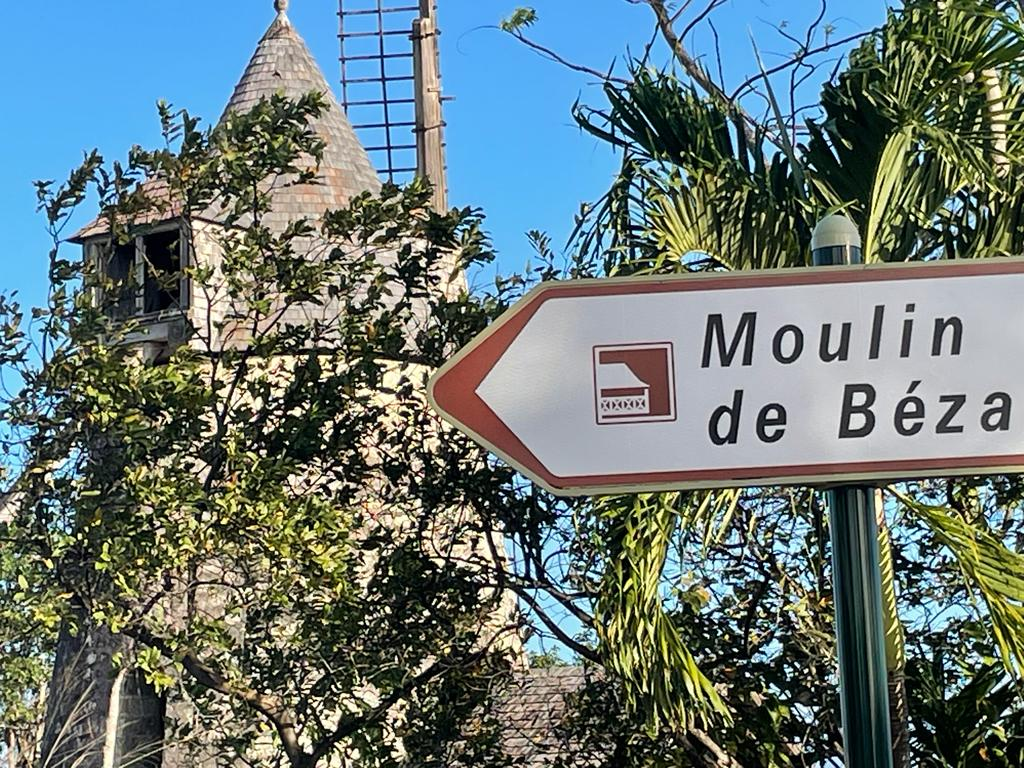